# Mouchette
Mouchette es una película francesa de 1967 dirigida por Robert Bresson, protagonizada por Nadine Nortier y Jean-Claude Guilbert.
Está basada en la novela del mismo nombre de Georges Bernanos . Bresson explicó su elección de la novela diciendo: "No encontré ni psicología ni análisis en ella. La sustancia del libro parecía utilizable. Podría tamizarse"..
Se inscribió en el Festival de Cine de Cannes de 1967 , ganando el Premio OCIC (Organización Católica Internacional para el Cine y el Audiovisual).

## Sinopsis
La adolescente Mouchette se enfrenta a dificultades en su complicada vida. Su padre es un alcohólico que la descuida. Mientras tanto, su madre está enferma y muere lentamente.
Un día, huyendo de una tormenta, Mouchette conoce a Arsène, un violento cazador furtivo. Él le permite refugiarse en su cabaña pero abusa de ella. Posteriormente Arsène chantajea a Mouchette para involucrarla en un crimen que él cometió.

## Reparto
El director escogió a un elenco con actores no profesionales, con la intención de crear un realismo.
| Actor                | Rol               |
| -------------------- | ----------------- |
| Nadine Nortier       | Mouchette         |
| Jean-Claude Guilbert | Arsène            |
| Marie Cardinal       | Madre             |
| Paul Hebert          | Padre             |
| Jean Vimenet         | Mathieu           |
| Marie Susini         | Esposa de Mathieu |
| Suzanne Huguenin     |                   |
| Marine Trichet       | Louisa            |
| Raymonde Chabrun     | Grocer            |